# Rock Musical Bleach
Rock Musical Bleach (ロックミュージカル ブリーチ?, Rokkumyūjikaru Burīchi), a volte abbreviato RMB, è un musical prodotto dalla Pierrot e diretto da Takuya Hiramitsu, ispirato a manga Bleach di Tite Kubo. Il musical può essere diviso in differenti episodi, uno per ogni spettacolo.
Si è inoltre tenuto un concerto, chiamato "Rock Musical Bleach - Live Bankai Show - code: 001" che ha avuto due seguiti: "Rock Musical Bleach - Live Bankai Show - code: 002" e "Rock Musical Bleach - Live Bankai Show - code: 003".
L'adattamento teatrale è di Naoshi Okumura e le musiche sono di Shoichi Tama. Il Rock Musical Bleach è considerato uno dei migliori adattamenti teatrali per quanto riguarda gli anime e i manga.

## Spettacoli

### Rock Musical Bleach
È il primo spettacolo della serie. Inizia quando Ichigo (Tatsuya Isaka) riceve i poteri dalla shinigami Rukia Kuchiki (Miki Satō) e prosegue seguendo fedelmente il manga (ci sono addirittura le storie dei primi hollow abbattuti da Ichigo) fino ad arrivare ai primi sviluppi della Saga della Soul Sociey.

### Rock Musical Bleach Saien
È un adattamento migliorato del precedente. Cambiano i balletti, i costumi e le musiche.

### Rock Musical Bleach The Dark of The Bleeding Moon
È il seguito del precedente. Gli attori sono gli stessi dei precedenti, anche se compaiono molti nuovi personaggi. La storia arriva fino al momento in cui Rukia sta per essere giustiziata. Si ferma proprio in quel momento (non è quindi svelato il tradimento di Aizen, Ichimaru e Tosen).

### Rock Musical Bleach No Clouds in the Blue Heavens
È il terzo musical di Bleach. Arriva fino alla fine della Saga della Soul Society. Non compaiono alcuni personaggi tra cui Orihime (Rei Yoshii).

### Rock Musical Bleach The All
Questo musical racchiude tutti i precedenti musical. È quindi un riassunto della Saga della Soul Society.

### Rock Musical Bleach 2011
È un musical speciale realizzato per il decimo anniversario di Bleach. Cambia l'attore del protagonista, Ichigo Kurosaki, che invece di essere Tatsuya Isaka come nei precedenti (e come nei concerti) è Norizuki Kouhei. La trama è completamente inventata e non segue niente del manga.

## Concerti

### Rock Musical Bleach -Live Bankai Show- code:001
È il primo concerto del RMB. È stato mandato nei teatri fra il "The Dark of the Bleeding Moon" e il "No Clouds in the Blue Heavens". È un concerto vero e proprio concerto, che non ha a che vedere con i musical o il manga. È sempre prodotto dalla Pierrot.

### Rock Musical Bleach -Live Bankai Show- code:002
È il secondo concerto Live del RMB. Ha la stessa struttura, solo che cambiano le canzoni, i balli e i costumi.

### Rock Musical Bleach -Live Bankai Show- code:003
È il terzo concerto live del Rock Musical Bleach. È simile ai precedenti due, se non fosse per le canzoni, le coreografie e i costumi che cambiano dai precedenti.